# Экзолуна

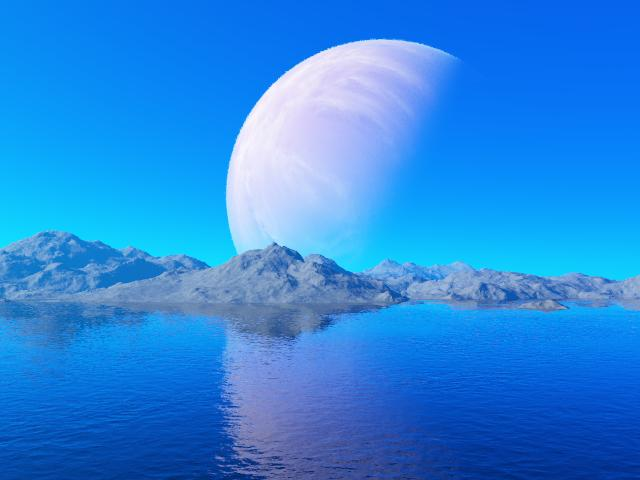
Спутник экзопланеты HD 28185 b в представлении художника. Планета находится на внутренней границе зоны обитаемости.

Э̀кзолуна́, или э̀кзоспу́тник — естественный спутник экзопланеты.

## Методы поиска

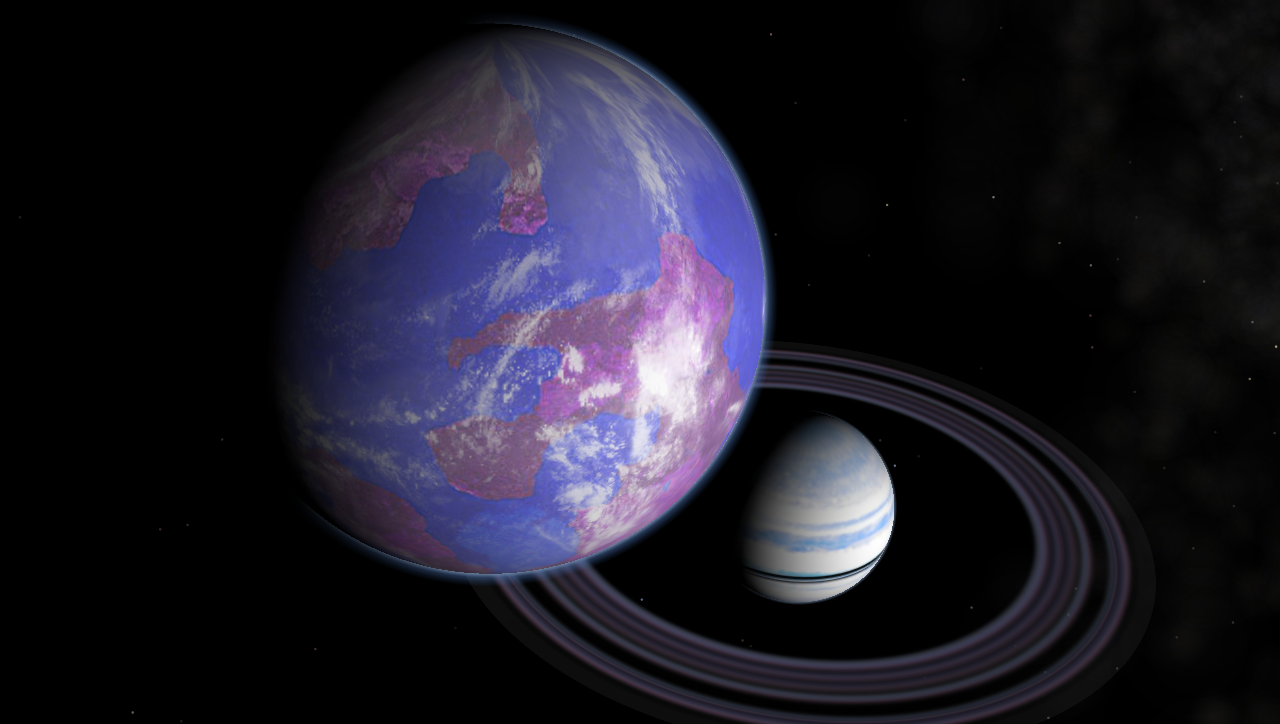
Модель из компьютерной программы Celestia: землеподобный спутник, обращающийся вокруг сатурноподобной планеты.

Экзолуны есть у многих экзопланет, но обнаружить и исследовать их — сложная задача. Несмотря на большие успехи поисков экзопланет, экзолуны труднодоступны для обнаружения всеми существующими методами таких поисков. Так, по сдвигу линий в спектре звезды-хозяйки планету со спутниками невозможно отличить от одинокой. Впрочем, есть несколько других способов поиска экзолун, но они малоэффективны:
- Прямое наблюдение
- Транзитный метод
- Спектроскопия экзопланеты
- Тайминг пульсара
- Эффекты транзитного тайминга

### Прямое наблюдение
Прямое наблюдение даже экзопланеты, не говоря уже об экзолуне, затруднено большой разницей в светимости любой планеты и родительской звезды. Тем не менее прямые наблюдения экзолун, разогретых приливным нагревом, возможны уже при существующих технологиях.

### Транзитный метод
Когда экзопланета проходит перед своей звездой, видимый блеск звезды немного уменьшается. Величина этого эффекта пропорциональна квадрату радиуса планеты. Наименьший объект, открытый этим методом, — Глизе 436 b — размером с Нептун. Экзолуны размером со спутники нашей Солнечной системы не смогут засечь даже запланированные космические телескопы.
По состоянию на 2013 год самым подходящим для поиска экзолун инструментом является орбитальный телескоп «Кеплер», следящий примерно за 150 000 звёзд. Есть ряд работ, посвящённых поиску экзолун с его помощью. В 2009 году было предсказано, что «Кеплер» сможет обнаруживать спутники массой от 0,2 земных (в 10 раз массивнее самых массивных спутников Солнечной системы). Но согласно работе 2013 года, в системах красных карликов у планет массой до 25 земных даже спутники массой 8-10 земных можно будет обнаружить лишь в 25—50 % случаев.

### Спектроскопия экзопланеты
Известно несколько успешных случаев исследования спектров экзопланет, включая HD 189733 A b и HD 209458 b. Но качество спектральных данных для планет намного хуже, чем для звёзд, и выделить составляющую спектра, вносимую спутником, ныне невозможно.

### Тайминг пульсара
В 2008 году Льюис, Сакетт и Мардлиннг из университета Монако предлагали использовать для поиска спутников пульсарных планет тайминг пульсара. Авторы применили этот метод к PSR B1620-26 b и обнаружили, что если вокруг этой планеты будет вращаться стабильный спутник, то он может быть обнаружен, если расстояние между планетой и спутником будет составлять 1/15 расстояния между планетой и пульсаром, а отношение массы луны к планете будет 5 % или больше.

### Эффекты транзитного тайминга
В 2008 году астроном Дэвид Киппинг опубликовал статью о том, как совместить многочисленные наблюдения изменения времени середины транзита с изменениями во времени длительности транзита, что позволит определить уникальную сигнатуру экзолуны. Более того, работа демонстрирует, как масса экзолуны и её расстояние до планеты могут быть определены используя эти два эффекта. Автор опробовал этот метод на Глизе 436 b и показал, что эффект тайминга спутника земной массы для этой планеты возможно найти в пределах 20 секунд.

## Характеристики
Из-за трудности поиска и наблюдения экзолун их свойства остаются малоизвестными. Они должны широко варьироваться, как и свойства спутников планет в нашей Солнечной системе.

## Номенклатура
Международный астрономический союз ещё не установил систему номенклатуры экзолун, поскольку их известно ещё слишком мало. Такая система, возможно, будет использовать для обозначения либо арабские, либо римские цифры, с повышением номера в порядке открытия спутников или расстояния спутника до родной планеты. Например, если спутники откроют вокруг 51 Пегаса b, то они будут названы либо: «51 Пегаса b 1», «51 Пегаса b 2» и так далее, либо: «51 Пегаса b I», «51 Пегаса b II» и так далее.

## Моделирование массы спутников
Существует модель, позволяющая оценить суммарную массу спутников в зависимости от массы планеты, вокруг которой они обращаются, их максимальное количество и параметры орбит. Модель основана на эмпирически установленной зависимости массы спутников планет гигантов Солнечной системы от массы самих планет. В среднем масса спутников составляет около 0,0001 массы планеты вне зависимости от количества спутников и распределения массы по спутникам.
Расчёты и компьютерное моделирование показали, что в ходе этого процесса окончательное соотношение массы всех оставшихся спутников к массе планеты составляет 10−4 массы планеты в широком диапазоне начальных условий.

### Пример модели для планеты
Результаты вводят дополнительные ограничения на массы газовых гигантов других звёзд для возможности существования жизни земного типа на их спутниках. Одно из них заключается в том, что для этого типа жизни нужна достаточно плотная атмосфера, подобная земной. Спутник должен обладать достаточной массой и как следствие достаточной силой притяжения на поверхности, чтобы атмосфера не улетучивалась в космическое пространство. К примеру для того чтобы спутник имел массу Земли, газовый гигант должен иметь массу не менее 31 массы Юпитера (а с некоторым количеством дополнительных маломассивных спутников, схожих со спутниками Юпитера и Сатурна, 32-33) по сути являясь среднемассивным коричневым карликом.

## Кандидаты в экзолуны
- В 2012 году была опубликована гипотеза о существовании экзолуны WASP-12 b 1 у планеты WASP-12 b. Этот вывод основан на особенностях кривой блеска звезды во время прохождения планеты по её диску (транзитный метод обнаружения). Предполагаемый размер спутника составляет 1/3 размера его планеты или 6,4 размера Земли[6][7].
- В 2014 году было опубликовано открытие с помощью микролинзирования объекта MOA-2011-BLG-262L b — либо спутника у свободно плавающей планеты-гиганта, либо планеты у звезды — красного или коричневого карлика[8][9].
- В 2017 году было объявлено о возможном обнаружении транзитным методом экзолуны Kepler-1625 b I[англ.][10], вращающейся вокруг планеты Kepler-1625 b в системе жёлтого карлика Kepler-1625. На октябрь 2017 года запланировано её прямое наблюдение космическим телескопом Хаббл, так как в это время ожидается её транзит[11].
- Наличие вокруг планеты WASP-49 b газообразного натрия (Na I) на расстоянии ∼ 1,5—2 радиусов планеты, принадлежащей к системе жёлтого карлика WASP-49, может свидетельствовать о нахождении на орбите этого горячего юпитера вулканически активной экзолуны размером со спутник Юпитера Ио[12].
- В 2020 году было объявлено о 6 кандидатах в экзолуны у экзопланет: KOI-268.01, Kepler-517 b (KOI-303.01), Kepler-1000 b (KOI-1888.01), Kepler-409 b (KOI-1925.01), Kepler-1326 b (KOI-2728.01) и Kepler-1442 b (KOI-3220.01)[13][14].
- 2021 году несколько кандидатов в формирующиеся экзолуны нашли в кольце из пыли и газа, окружающем планету PDS 70 c в системе молодой переменной звезды PDS 70[15].

## Экзолуны в культуре
Примером модели экзолуны может служить Пандора из фильма «Аватар» — спутник газового гиганта. В фильме с достаточной точностью воссозданы особенности звёздного неба, периоды суток, а также вулканические и электрические феномены, возможные на такой экзолуне.